# Lucha Villa
Luz Elena Ruiz Bejarano (Santa Rosalía de Camargo, Chihuahua, 30 de noviembre de 1936), conocida como Lucha Villa, es una cantante y actriz mexicana. Como intérprete, se especializó en los géneros de ranchera y mariachi.
Grabó su primer disco en 1961, año en que dio comienzo su carrera musical profesional. También incursionó como actriz de cine y televisión, hasta su retiro en 1997.

## Biografía y carrera

### Inicios: década de 1960
Inició su carrera como modelo gracias a su belleza física, después formó parte de las Dianas de Dillon, agrupación promovida por el empresario argentino Luis G Dillon, para que trabajaran como modelos y bailarinas, este mismo empresario decide lanzar dos voces rancheras una femenina y una masculina, el prospecto femenino no se presentó el día del debut y Lucha vio su oportunidad para cantar, tuvo que pedir prestado un vestido y al escuchar su voz grave y potente deciden lanzarla, hasta entonces su nombre era el de Lucy Ruiz y el mismo Dillon la bautiza como Lucha Villa, ya que el Villa era más mexicano. Después de la mano de José Ángel Espinoza "Ferrusquilla" se integra a la XEW siendo las voz principal de un grupo comandado por Ferrusquilla, con esto alcanza más proyección y llega la oportunidad de grabar su primer LP para la empresa Musart, graba canciones del propio Ferrusquilla, de José Alfredo Jiménez y otros compositores, y empieza más firme su carrera de cantante, el propio José Alfredo con quien hace gran amistad le escribe «La media vuelta» y otras grandes canciones como «La mano de Dios», «Que se me acabe la vida», mismas que se convirtieron en éxitos en la voz de Lucha, más tarde escribiría ex profeso para Lucha una de sus mejores creaciones «Amanecí en tus brazos» con la cual Lucha se consagra como una de las mejores cancioneras del género a la par de Lola Beltrán. Graba otros grandes éxitos como «Besos de papel», «Que me lleve el diablo», «Zenaida», «Hermosísimo lucero», «Una pura y dos con sal», «Retirada». 
En 1964 se da la consagración definitiva al ser seleccionada para el rol protagónico femenino de El Gallo de Oro, cinta dirigida por Roberto Gavaldón, sobre un guion escrito por Juan Rulfo, adaptado por Gabriel García Márquez. Su papel de la Caponera le otorga su primer trofeo como actriz. Además, el disco con la música de la película resulta un éxito. Continúan los éxitos musicales y se convierte en la máxima vendedora de discos del género ranchero en los años 60s junto con Javier Solís, muy amigo de la grandota de Chihuahua. Continuaron sus éxitos con: «Ay, mamá», «Ingratos ojos míos», «El querreque», «Las ciudades», «Amémonos» (una canción clásica de Lucha, basada totalmente en un poema de Manuel M. Flores), «El moro de Cumpas», «Declárate inocente» y «A medias de la noche», esta última considerada el más grande éxito de Lucha en los 60.

### Década de 1970
En 1970 Lucha graba la música de la comedia musical ranchera El Quelite que se había presentado con éxito en el Teatro Insurgentes, siendo su debut en teatro. Este disco incluía además de la canción mencionada, otros canciones famosas como «Qué te ha dado esa mujer», «El triste», «El rincón», «Guadalajara», «Qué bonita es mi tierra», etc. Graba después una especie de homenaje al Mariachi donde incluía canciones como «El mariachi de mi tierra» y  «El terrequete». 
En 1971 graba otro acetato de donde se desprenden canciones como «El rosario de mi madre», «Corrido de Valente Quintero», «Guitarras de media noche» (de José Alfredo) y graba otros de sus grandes éxitos como «La bikina», que se convierte en un clásico de la música ranchera. En el mismo año inicia la grabación de una serie de cuatro acetatos llamados Puro Norte, siendo la primera cantante del género que se arriesgó a fusionar el mariachi con el conjunto norteño. De esta serie salieron grandes éxitos como «Te traigo estas flores», «Los dos amantes», «Por una mujer casada», «Me caí de la nube», «El golpe traidor», «Sufro porque te quiero» y otras más. El último acetato de esta serie se editó en 1975. Para este año Lucha ya había conocido a Juan Gabriel con quien hizo una amistad muy intensa. El Juarense le dio en la segunda mitad de los 70 algunas canciones que se volvieron clásicos como: «Juro que nunca volveré», «La diferencia», «Inocente pobre amiga», «Te voy a olvidar» y «La muerte del palomo». En ese tiempo estaba casada con un salvadoreño lo que la llevó a vivir un tiempo en aquel país donde conoce el tema «María de los Guardias», del compositor nicaragüense Carlos Mejía Godoy. Este es grabado por Lucha con mariachi y se convierte también en un gran éxito. 
A fines de los años 1970 Lucha continúa grabando algunas canciones de Juan Gabriel y en 1979 saca un disco-homenaje a José Alfredo Jiménez donde incluye canciones famosas de «El Rey» pero que no habían sido grabadas por ella como: «Alma de acero», «Pa' todo el año», «Qué bonito amor», etc.

### Década de 1980
En esta década deja su disquera Musart y se incorpora a las filas de BGM Ariola, donde graba su álbum en directo Lucha Villa: En vivo en el Teatro de la Ciudad, donde canta lo más granado de su repertorio acompañada del mariachi Vargas de Tecalitlán.
En 1985 graba de la mano de Juan Gabriel, con arreglos musicales y dirección del maestro Homero Patrón ,el que sería el  álbum más vendido y tal vez uno de los discos más vendidos en la historia de la música ranchera, Lucha Villa interpreta a Juan Gabriel, convirtiéndose rápidamente en éxitos radiales canciones como: «No discutamos», «Ya no me interesas», «Tú a mí no me hundes», también de este mismo disco se hicieron famosas «Siete versos», «Eres divino» y «Resulta».
En 1987 se cambia a WEA y graba su disco-festejo 25 años de Lucha donde por vez primera graba con orquesta y en cuya portada aparece dibujada por el maestro Rufino Tamayo, este disco incluía tres canciones nuevas escritas por Juan Gabriel donde en una El divo hace dueto con Lucha («Gracias al amor»), graba una versión de «La bamba» aprovechando el éxito de la película del mismo nombre.
Después graba otro disco, Ámame como soy, producido por Rubén Fuentes donde incluye la canción «Hoy no me toques», escrita especialmente para ella por Rubén Fuentes, y otras interpretaciones como: «Es amor», su versión al bolero «Sentencia», etc.

### Fin: década de 1990
Aprovechando la efervescencia de grabar con banda, grabó en 1990 un disco con la Banda El Recodo, que incluye clásicos como: «Tristes recuerdos», «La mula bronca», «Dos hojas sin rumbo», «Los sauces», e hizo una versión del éxito de La Sonora Santanera «Mi razón».
En 1991 graba un disco de música country producido por Freddy Fender llamado Soy mexicano de todos lados para homenajear a los compatriotas que se han ido de chicano a EUA, esta producción incluye algunas canciones como: «Las nubes», «Y dicen», «Crazy», «Las gaviotas» y otros.
En 1996 graba sus últimas canciones en el disco homenaje que para ella, Lola Beltrán y Amalia Mendoza hizo Juan Gabriel llamado Las Tres Señoras el cual contó con la participación de algunos de los principales cantantes del género como: Vicente Fernández, Antonio Aguilar, La Prieta Linda, Miguel Aceves Mejía, Las Jilguerillas, Luis Aguilar, entre otros. En este CD lucha cantó como solista "Hoy que pienso tanto en ti" y graba junto a Amalia Mendoza "Volando", también incluye una versión de "Se me olvidó otra vez" interpretado por las tres señoras y quedó pendiente el dueto que grabaría con Lola Beltrán debido al repentino fallecimiento de la Reina de la Canción Ranchera.
En 1997 sufre el problema médico que la llevó a estar en coma; quedó con secuelas neurológicas que ocasionaron el retiro definitivo de su gran carrera como cantante y actriz.

### Cine
En el cine son recordadas sus actuaciones en importantes títulos como El Gallo de oro (1964), historia de Juan Rulfo adaptada por Carlos Fuentes y Gabriel García Márquez y dirigida por Roberto Gavaldón en el papel de "Bernarda 'La Caponera'", junto a Ignacio López Tarso, valiéndole su primera Diosa de Plata; Mecánica nacional (1971), de Luis Alcoriza (ubicada en el lugar 74 entre las 100 mejores películas en la historia del cine mexicano, consiguiendo permanecer más de siete meses en distintas salas del país), representando al lado de Manolo Fábregas a "Isabel", la abnegada madre de familia y esposa de un machista reparador de coches, llevándose el Premio Ariel a la mejor actriz; El lugar sin límites (1978), de Arturo Ripstein (entre las diez mejores películas en la historia de la cinematografía nacional), basada en la novela homónima de José Donoso donde dio vida a «La Japonesa», su más lograda interpretación, como una matrona que se hace de la vieja casa que le alquila como burdel al cacique del pueblo al ganarle la apuesta de llevarse a la cama a la inolvidable «Manuela», un travesti homosexual personificado por Roberto Cobo ‘Calambres’, ganando el Ariel por la mejor coactuación femenina; Lagunilla, mi barrio I y II (1981 y 1983), de Raúl Araiza, donde, de nuevo con Fábregas, es «Doña Lancha», la fuerte y sencilla dueña de una tortería en la mítica zona del centro de la Ciudad de México, obteniendo su segunda Diosa de Plata; filma «Encuentro inesperado» dirigida por Jaime Humberto Hermosillo donde hace un duelo de actuación con María Rojo, después filma Lolo (1993), de Francisco Athié, largometraje que refleja la pobreza y marginación en la capital del país, recibiendo el premio de la Asociación de Cronistas de Espectáculos de Nueva York (ACE) como mejor actriz de reparto por su interpretación de «Doña Rosario». 
Lucha ha sido de las pocas artistas que además de haber sido una gran cantante también fue una gran actriz, la única de las rancheras que hizo una brillante carrera en el cine, lo que la llevó a obtener como se mencionó dos Arieles y dos Diosas de Plata.

### Retiro
En 1997 se alejó del medio artístico debido al daño cerebral sufrido por encefalopatía anoxoisquémica debido a las complicaciones de una cirugía estética que le fue practicada, siendo después trasladada al Hospital Muguerza de Monterrey, Nuevo León, convaleciendo en estado de coma por varios días. En la actualidad radica en un rancho de San Luis Potosí cuidada por sus hijas y aquejada por dificultades motrices, de lenguaje y memoria permanentes, que son secuelas del evento neurológico.

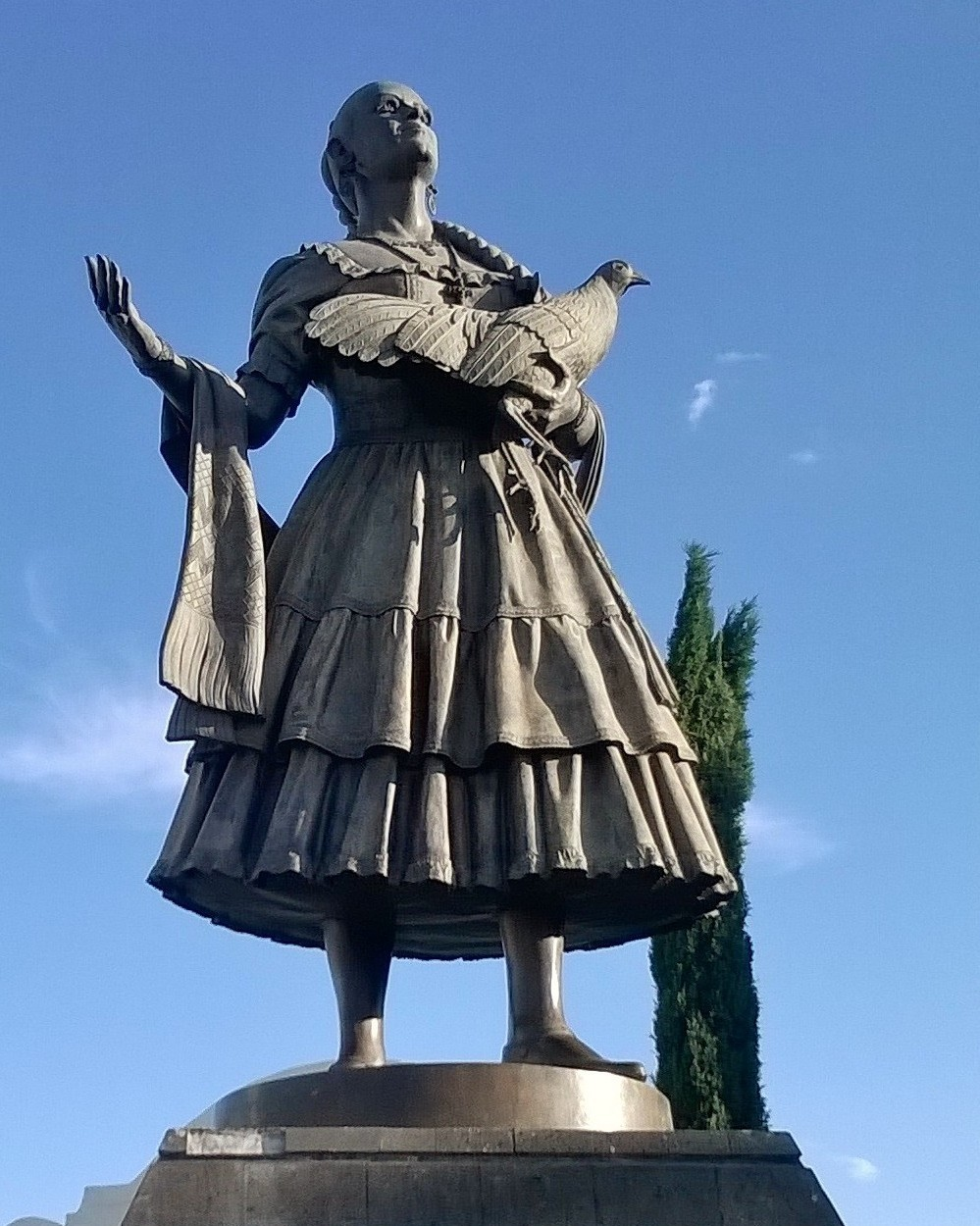
Estatua en honor a Lucha Villa en Camargo, Chihuahua.

En 2009 se le hizo un homenaje y se develó una estatua en su natal Santa Rosalia de Camargo, donde la cantante Aída Cuevas le hizo un homenaje interpretando algunos de los éxitos de Lucha.

## Discografía
- 1996 - Las Tres Señoras (con Lola Beltrán y Amalia Mendoza)

- 1991 - Yo Soy Mexicano De Todos Lados  (de corte country)

- 1990 - Una Mujer, Una Banda, Un Pueblo

- 1989 - Amáme Como Soy (con el Mariachi Vargas De Tecalitlán)

- 1987 - 25 Años De Lucha (con la Orquesta Sinfónica De Eduardo Magallanes)

- 1985 - Interpreta a Juan Gabriel

- 1984 - En Vivo en El Teatro de la Ciudad

- 1982 - Lucha Villa

- 1981 - Y La Inspiración de Juan Gabriel "Otra Vez Me Enamoré"

- 1981 - Y Las Canciones de Víctor Cordero

- 1980 - Te Amaré de Mil Maneras

- 1979 - Las Canciones que Juan Gabriel compuso para Lucha Villa

- 1979 - Vieras Cuantas Ganas Tengo

- 1979 - Con el Mariachi Vargas

- 1979 - Las Consentidas de José Alfredo Jiménez

- 1978 - Música de la Obra Teatral "Y De Todos Modos"

- 1978 - Lucha Villa '78

- 1977 - Interpreta a Juan Gabriel "Juro Que Nunca Volveré"

- 1977 - Ojos de Engaña Veinte

- 1976 - No Me Dejes Nunca, Nunca, Nunca
- 1975 - La Mejor Intérprete de José Alfredo
- 1975 - Lucha Villa
- 1975 - Lucha Villa con el Mariachi Oro y Plata
- 1974 - Puro Norte Vol.4
- 1974 - Lucha Villa

- 1974 - Mis Canciones Favoritas

- 1973 - Puro Norte Vol. 3

- 1972 - "Lucha Villa"

- 1972 - Puro Norte Vol. 2
- 1971 - Lucha Villa con el Mariachi Guadalajara

- 1970 - Puro Norte

- 1970 - El Quelite

- 1970 - Mi Gusto es el Mariachi

- 1969 - A Medias de la Noche
- 1968 - Ay... amor...
- 1968 - Lucha Villa Vol. 7
- 1967 - Lucha Villa Vol. 6
- 1966 - Lucha Villa Vol. 5
- 1965 - Lucha Villa Vol. 4
- 1964 - El Gallo De Oro (Música De La Película)
- 1964 - Lucha Villa Vol. 3
- 1963 - Lucha Villa Vol. 2
- 1962 - Sentimiento Ranchero
- 1961 - Lucha Villa

## Filmografía
- El fiscal de hierro 4 (1995) - Ramona Pineda
- Encuentro inesperado (1993)
- Lolo (1993)
- Misa de cuerpo presente (1993)
- El fiscal de hierro 3 (1992) - Ramona Pineda
- Golpe de suerte (1992)
- El 30-30 (1991)
- Sor Batalla (1990)
- El fiscal de hierro 2: La venganza de Ramona (1990) - Ramona Pineda
- La sombra del Tunco (1990)
- El fiscal de hierro (1989) - Ramona Pineda
- Central camionera (1988)
- Diana, René, y el Tíbiri (1988)
- La puerta negra (1988)
- El mil usos II (1984)
- Lagunilla 2 (1983)
- San Miguel El Alto (1982)
- Semana santa en Acapulco (1981)
- Lagunilla, mi barrio (1981)
- Las noches del Blanquita (1981)
- Del otro lado del puente (1980) - Madre de Alberto
- Los reyes del palenque (1979)
- El lugar sin límites (1978)
- Las cenizas del diputado (1977)
- Tiempo y destiempo (1976)
- Presagio (1975)
- Jalisco nunca pierde (1974)
- El principio (1973)
- La marchanta (1973)
- Mecánica nacional (1972)
- Chico Ramos (1971)
- El quelite (1970)
- El Pocho (1970)
- La vida inútil de Pito Pérez (1970)
- Juan el desalmado (1970)
- Las tres magníficas (1970)
- Luna de miel en Puerto Rico (1969)
- Dos valientes (1969)
- El Yaqui (1969)
- Los amores de Juan Charrasqueado (1968)
- El corrido del hijo desobediente (1968)[2]
- El Centauro Pancho Villa (1967)
- Seis días para morir (1967)
- El imperio de Drácula (1967)
- Amanecí en tus brazos (1967)
- Los hombres de Lupe Alvírez (1967)
- Rosa, la tequilera (1967)
- Mi caballo prieto rebelde (1967)
- Los dos rivales (1966)
- Me cansé de rogarle (1966)
- Los Sánchez deben morir (1966)
- Los tres pecados (1966)
- El fugitivo (1966)
- Un callejón sin salida (1965)
- Guitarras, lloren guitarras (1965)
- Los tres calaveras (1965)
- Mi ley es un revólver (1965)
- Diablos en el cielo (1965)
- El último cartucho (1965)
- El gallo de oro (1964)
- El halcón solitario (1964)
- La sombra del Mano Negra (1964)
- Agarrando parejo (1964)
- México de mi corazón (1964)
- Dos inocentes mujeriegos (1964)
- Dos alegres gavilanes (1963)
- El mariachi canta (1963)
- El norteño (1963)
- El Charro Negro contra la banda de los cuervos (1963)
- Tres palomas alborotadas (1963)
- Los apuros de dos gallos (1963)
- El terror de la frontera (1963)